# Klaas Buchly

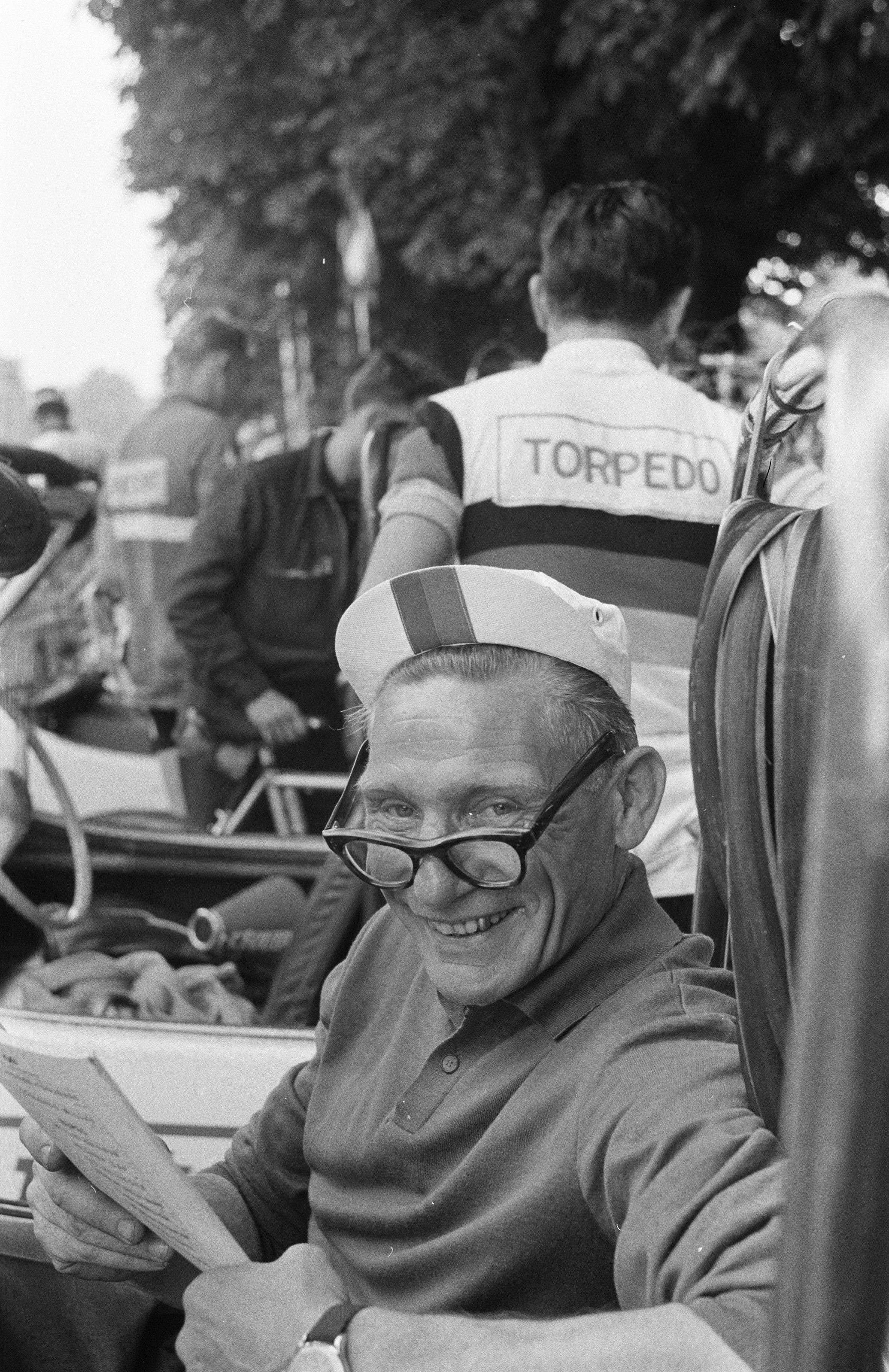
Buchly während der Tour de France (1960)

Nicolaas „Klaas“ Buchly (*  26. Januar 1910 in Den Haag; † 19. Mai 1965 ebenda) war ein niederländischer Radsportler (sowohl auf der Straße als auch auf der Bahn) und Sportdirektor. 1948 nahm er für die Niederlande an den Olympischen Spielen in London teil. Zusammen mit Tinus van Gelder startete er im Tandemrennen. Sie wurden Fünfte.
Buchly begann seine Radsportlaufbahn vor dem Zweiten Weltkrieg und wurde von Piet Moeskops trainiert. Er war ein Mitglied des Radsportvereins Vorwaarts und blieb in seiner gesamten aktiven Sportlaufbahn Amateur. Nach seiner aktiven Radsportkarriere wurde er Sportdirektor, unter anderem beim niederländischen Radsportrennstall Televizier. 1957 wurde er Sportlicher Leiter des niederländischen Nationalteams, als Nachfolger von Kees Pellenaars, dem er zuvor als Fahrer bei Radrennen gedient hatte und dem Buchly kritisch gegenüber stand. Er führte das Team auch bei der Tour de France.
Klaas Buchly starb 1965 im Alter von 55 Jahren an den Folgen eines Herzinfarktes und ist auf dem Friedhof Oud Eik en Duinen in Den Haag beigesetzt.

## Sportdirektortätigkeit
- 1955: Team Mars
- 1957–1958: Team Magneet-Vredestein
- 1960: Team Mimosa
- 1961: Team Televizier